# Semiothisa tetragraphicata
Semiothisa tetragraphicata är en fjärilsart som beskrevs av Saalmüller 1880. Semiothisa tetragraphicata ingår i släktet Semiothisa och familjen mätare. Inga underarter finns listade i Catalogue of Life.